# Sindheres karachiensis
Sindheres karachiensis is een krabbensoort uit de familie van de Pinnotheridae. De wetenschappelijke naam van de soort is voor het eerst geldig gepubliceerd in 2003 door Kazmi & Manning.